# Arngrímur Jónsson
Arngrimur Jonsson (Víðidalur, 1568-Vestur-Húnavatnssýsla, 27 de junio de 1648) fue un erudito y escritor islandés.

## Nacionalista y estudioso de las sagas
En 1593, publicó Brevis commentarius de Islandia una defensa de Islandia en latín en la que criticaba las tesis sobre este país que hubieran empleado o pudieran emplear varios autores. Se le conoce por su papel en lo que se conocería como nacionalismo europeo enmarcado en la trasmisión de una etnografía nacional que permitiese a cada país distinguirse de los otros.
Entre sus escritos históricos se encuentran algunos estudios relacionados con fragmentos de la saga Skjöldunga, únicas referencias de unos textos actualmente desaparecidos. Los escritos sobre reyes legendarios daneses y suecos son evidencias del importante contenido de la saga nórdica.

### En las coronas islandesas
Su retrato aparecía en un billete de 10 coronas islandesas, hoy en desuso. 

## Obra
- Brevis commentarius de Islandia
- Crymogæa, una apología en defensa de Islandia.
- Supplementum Historiæ Norvegicæ
- Rerum Danicarum fragmenta
- Ad Catalogum Regum Sveciæ, a quo danic: historiæ Norvegiæ, compendium incipit, annotanda
- Anatome Blefkeniana
- Eintal sálarinnar við sjálfa sig
- Epistola pro patria defensoria
- Apotribe virulentæ et atrocis calumniæ
- Athanasia (en memoria de Guðbrandur Þorláksson)
- Specimen Islandiæ historicum
- Gronlandia